# Центральный замок
Центральный замок — система централизованной блокировки замков, которая позволяет одновременно закрыть или открыть все двери автомобиля. Система может иметь дистанционное управление и относится к разряду вспомогательных систем автомобиля.

## Функции
Важной функцией системы является возможность блокировки замков дверей дистанционно с пульта (брелок) или автоматически по срабатыванию таймера в случае, если автовладелец оставил автомобиль без присмотра открытым.
Также система позволяет открывать и закрывать дверь багажника, лючок топливного бака, закрывать окна (в случае наличия электростеклоподъемников).

## Устройство
Система включает в себя:

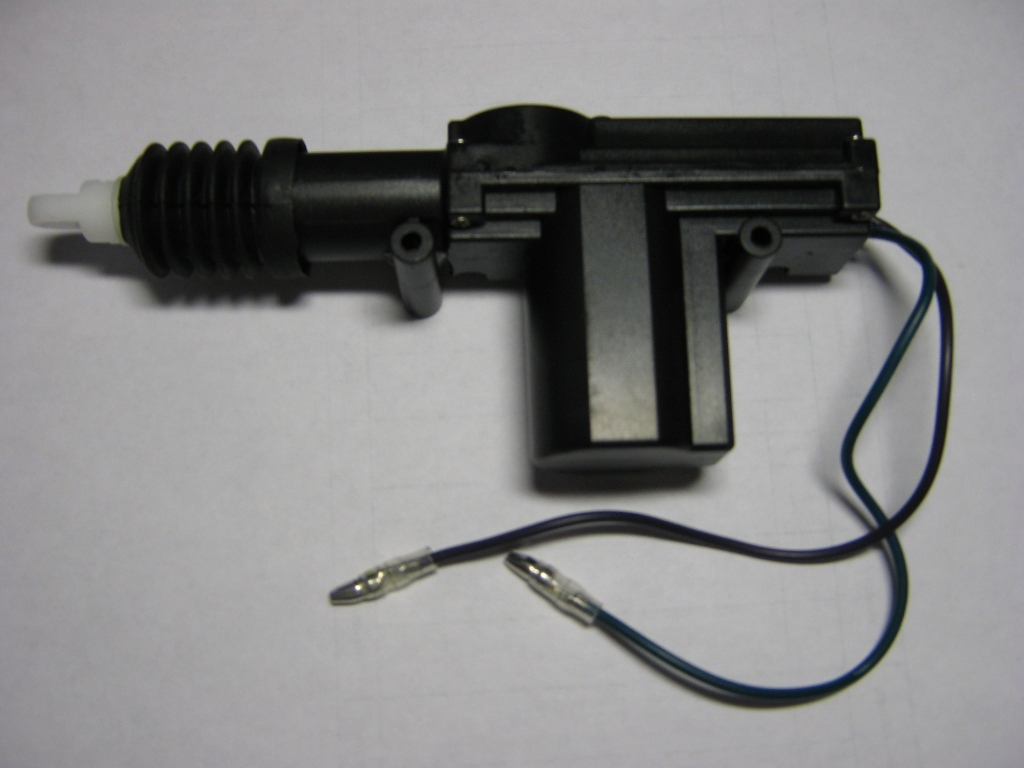
Актуатор, используемый для блокировки и разблокировки замков дверей автомобиля

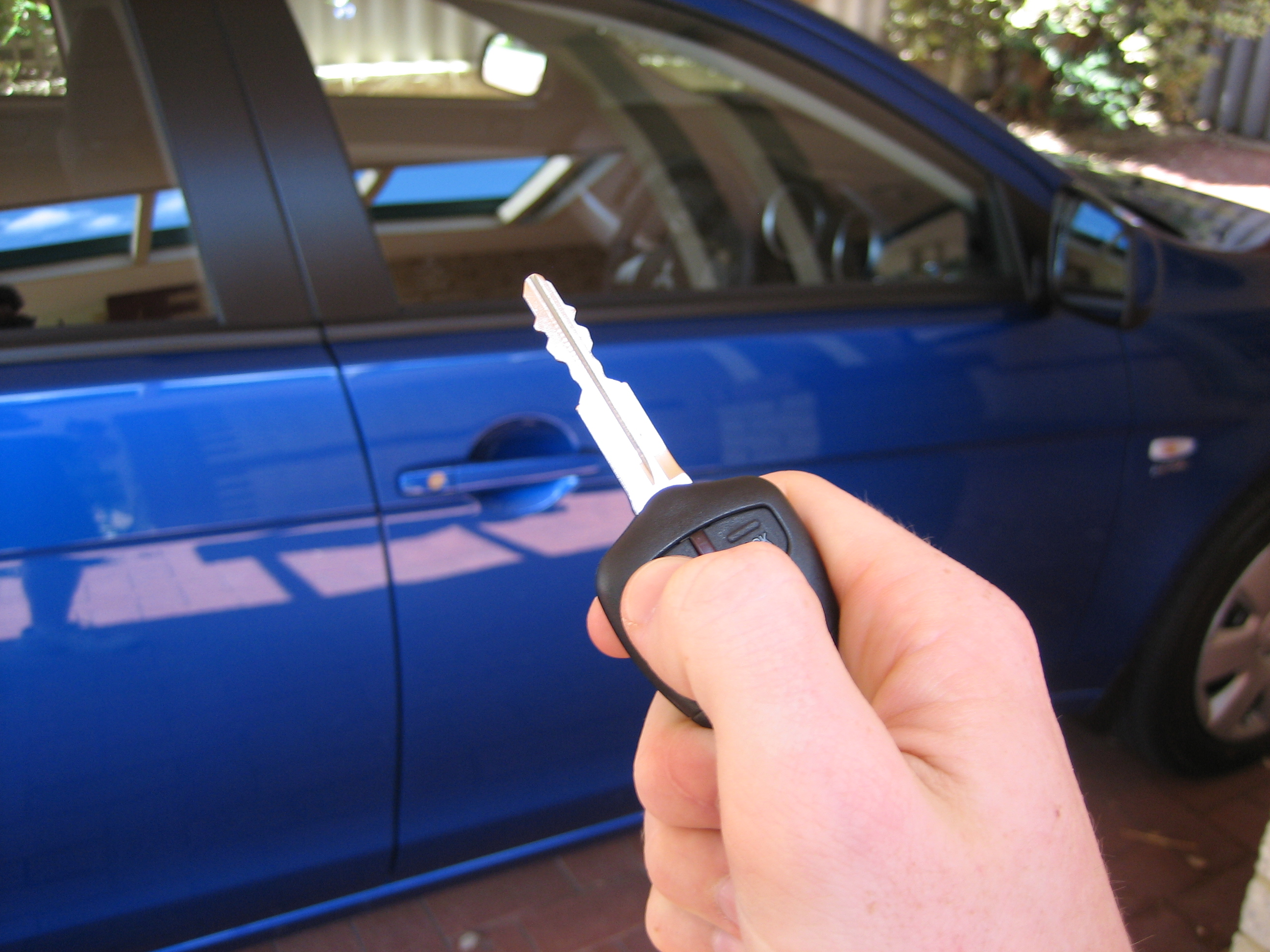
Нажатие кнопки на ключе открывает все двери автомобиля, нажатие другой — наоборот, закрывает

- Концевые датчики или микропереключатели
- Блок управления
- Исполнительные устройства (Актуатор)

Концевой выключатель позволяет блоку управления определить положение двери: закрыта или открыта. В случае с микропереключателем — узнать состояние замка: разблокирован или заблокирован.
Блок управления анализирует сигналы с датчиков дверей и формирует управляющее воздействие на исполнительные устройства замков.
Исполнительное устройство представляет собой электродвигатель постоянного тока с редуктором. Редуктор превращает вращательное движение в возвратно-поступательное. Ряд моделей автомобилей Volkswagen и Mercedes имели пневматический привод, но в настоящее время такие конструкции не применяют.
Современные системы имеют дистанционное управление, позволяя брелоком или самим ключом замка зажигания автомобиля в качестве антенны по радиоканалу управлять состоянием замков дверей.